# Socjografia
Socjografia - nauka pomocnicza socjologii, zajmująca się opisem społeczeństwa i zachodzących w nim zjawisk. Opiera się na zbieraniu dużych ilości materiału empirycznego, wraz z luźnymi notatkami i komentarzami. Opis socjograficzny ma często charakter eksploracyjny (dotyczy słabo poznanych obszarów społeczeństwa) i stanowi podstawę głębszych i bardziej systematycznych badań socjologicznych, badających określone hipotezy.